# Seznam litevských řek, K–P
Toto je abecední seznam litevských řek a jiných vodních toků, část K–P. Existuje také část A–J a část R–Ž. Seznam není úplný a chybí v něm některé dílčí údaje.

(V závorce je uvedeno, do které řeky nebo jezera nebo moře se řeka či vodní tok vlévá.)

## K

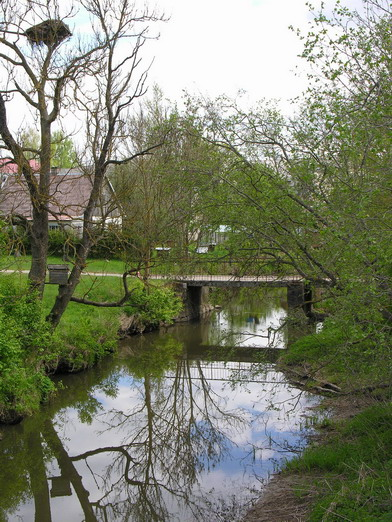
Kvistė u Ukrinů

| Hydrologické pořadí | Levý (L) /Pravý (P) | Řeka                         | Délka (km) | Povodí (km²)             | Vzdálenost od ústí (km) | Ústí do                                                                                 | Ústí kde  | Koordináty ústí                  | Řád  |
| ------------------- | ------------------- | ---------------------------- | ---------- | ------------------------ | ----------------------- | --------------------------------------------------------------------------------------- | --------- | -------------------------------- | ---- |
| 12211276            | P                   | Kabarkšta                    | 16,4       | 39,9                     | 14,7                    | Širvinta (Šventoji)                                                                     |           |                                  | 4    |
| 10011202            | P                   | Kačiupis                     | viz        | Jonaupis                 |                         |                                                                                         |           |                                  | 2    |
| 10011680            | L                   | Kačupis                      | viz        | Dievogala                |                         |                                                                                         |           |                                  | 1    |
| 13010723            | P                   | Kačupys neboli Kačiupė       | 9,0        | 10,2                     | 23,1                    | Dotnuvėlė                                                                               |           |                                  | 3    |
| 42010562            | P                   | Kadaras                      | 9,2        | 10,4                     | 47,9                    | Apaščia (Nemunėlis)                                                                     |           |                                  | 3    |
| 12010837            | P                   | Kaimena                      | 6,3        | 12,0                     | 5,0                     | Musė                                                                                    |           |                                  | 3    |
| 16010658            | P                   | Kaipė                        | 5,6        | 8,8                      | 14,4                    | Šunija horní                                                                            |           |                                  | 3    |
| 16010663            | P                   | Kaipė                        | 6,5        | 7,9                      | 10,0                    | Šunija dolní                                                                            |           |                                  | 3    |
| 12010390            | L                   | Kaira, Kairėna, Kairėnė      | viz        | Upelė                    |                         |                                                                                         |           |                                  | 2    |
| 13010368            | L                   | Kaitula                      | viz        | Šuoja-Kurys              |                         |                                                                                         |           |                                  | 3    |
| 17010857            | P                   | Kalapis                      | 2,9        | 2,9                      | 3,3                     | Graumena (Šalpalė)                                                                      |           |                                  | 5    |
| 30011185            | L                   | Kališupis                    | 8,1        | 8,3                      | 11,7                    | Agluona (Vadakstis)                                                                     |           |                                  | 3    |
| 17010550            | L                   | Kalnupis                     | 2,5        | 2,6                      | 73,4                    | Minija                                                                                  | Baubliai  | 55°49′17″ s. š., 21°24′7″ v. d.  | 2    |
| 12210891            | P                   | Kalnupis                     | 4,3        | 4,9                      | 1,4                     | Muilinė                                                                                 |           |                                  | 4    |
| 16010842            | P                   | Kalnupis                     | 6,3        | 10,0                     | 49,9                    | Šaltuona (Šešuvis) horní                                                                |           |                                  | 4    |
| 16010844            | P                   | Kalnupis                     | 13,2       | 19,3                     | 44,0                    | Šaltuona (Šešuvis) dolní                                                                |           |                                  | 4    |
| 10011411            | P                   | Kalpė                        | 3,0        | 11,2                     | 24,9                    | Strėva (Němen)                                                                          | Bačkonys  |                                  | 2    |
| 14010171            | L                   | Kalnyčia                     | 10,7       | 30,3                     | 63,6                    | Kražantė                                                                                |           |                                  | 3    |
| 20012174            | P                   | Kaltis                       | 23,3       | 43,3                     | 23,3                    | Apšė                                                                                    | Gėsalai   |                                  | 3    |
| 16010859            | P                   | Kalupis                      | 4,0        | 4,0                      | 34,0                    | Šaltuona (Šešuvis)                                                                      |           |                                  | 4    |
| 30010940            | P                   | Kalupis                      | 8,1        | 17,6                     | 219,4                   | Venta                                                                                   | Viekšniai | 56°14′9″ s. š., 22°29′59″ v. d.  | 1    |
| 10011089            | P                   | Kamainė                      | 6,5        | 18,9                     | 16,0                    | Alšia                                                                                   |           |                                  | 3    |
| 12010900            | P                   | Kamaja                       | 9,1        | 16,5                     | 65,5                    | Neris                                                                                   | Babriškis |                                  | 2    |
| 10010480            | L                   | Kamanių Ravas                | 3,0        | 4,4                      | 429,2                   | Němen                                                                                   | Žeimiai   |                                  | 1    |
| 10010903            | L                   | Kamaria                      | 10,4       | 24,9                     | 15,7                    | Peršėkė                                                                                 |           |                                  | 2    |
| 10011067            | P                   | Kamarka                      | 4,8        | 8,7                      | 41,7                    | Verknė                                                                                  |           | 54°32′39″ s. š., 24°25′13″ v. d. | 2    |
| 41011335            | L                   | Kamatėlė                     | 10,9       | 21,8                     | 2,2                     | Kamatis                                                                                 |           |                                  | 2    |
| 41011330            | L                   | Kamatis neboli Kamatė        | 16,7       | 63,0                     | 33,5                    | Mūša                                                                                    |           |                                  | 1    |
| 10012199            | P                   | Kamė                         | 9,6        | 19,6                     | 21,3                    | Mituva (Němen)                                                                          | Vertimai  |                                  | 2    |
| 11010237            | P                   | Kamena                       | 11,1       | 43,1                     | 42,8                    | Visinčia                                                                                | Gasčionys | 54°22′22″ s. š., 25°25′27″ v. d. | 4    |
| 50010456            | P                   | Kamoja neboli Kamaika        | 51,4       | 346,2                    | 20,5                    | Birvėta                                                                                 |           | 55°18′12″ s. š., 26°40′27″ v. d. | 3    |
| 10012464            | P                   | Kamona neboli Kamena, Kamuna | 21,4       | 110,2                    | 8,9                     | Gėgė nebo Vilka (Gėgė) (nejednoznačnost způsobena melioračními zásahy)                  | Šilgaliai | 55°10′8″ s. š., 21°46′45″ v. d.  | 2(3) |
| 10010682            | P                   | Kamša                        | 2,7        | 13,7                     | 7,2                     | Alovė (Němen)                                                                           |           |                                  | 2    |
| 10012447            | P                   | Kamša                        | 1,9        | 2,5                      | 2,6                     | K - 3 (přítok ř. Kamona (Vilka))                                                        |           |                                  | 5    |
| 1001244?            |                     | Kamša                        |            |                          |                         | Kulmena                                                                                 |           |                                  | 4    |
| 12211016            | P                   | Kamša                        | viz        | Giedrė (Mūšia)           |                         |                                                                                         |           |                                  | 4    |
| 15010693            | L                   | Kamšupis                     | 3,7        | 13,1                     | 10,3                    | Aukspirta                                                                               | Naudžiai  | 54°54′26″ s. š., 22°55′14″ v. d. | 3    |
|                     |                     | Kaņava                       |            |                          |                         | Šventoji (Baltské moře)                                                                 | Šventoji  | 56°2′29″ s. š., 21°5′8″ v. d.    | 1    |
| 41010986            | P                   | Kanavas                      | 2,2        | 2,1                      | 53,5                    | Lėvuo                                                                                   |           |                                  | 2    |
| 50010411            |                     | Kančiogina (Erzvėtas)        | 16,8*      | 193,9*                   |                         | jezero Erzvėtas (povodí řeky Erzvėta)                                                   | Radutis   | 55°16′47″ s. š., 26°30′47″ v. d. | 2    |
| 30011216            | L                   | Kanė                         | 4,2        | 6,8                      | 5,8                     | Kirgas                                                                                  |           |                                  | 4    |
| 11010563            | P                   | Kaniavėlė                    | 14,6       | 38,7                     | 52,0                    | Ūla (Merkys)                                                                            | Margiai   |                                  | 3    |
| 13010156            | L                   | Kapėsė                       | 6,7        | 7,1                      | 4,8                     | Apteka                                                                                  |           |                                  | 4    |
| 12010570            | P                   | Kapličanka                   | 4,1        | 7,1                      | 136,9                   | Neris                                                                                   |           |                                  | 2    |
| 41010451            | L                   | Kapupė                       | 6,8        | 15,2                     | 13,1                    | Obelė                                                                                   |           |                                  | 3    |
| 40010136            | P                   | Kapupė                       | 24,5       | 43,5                     | 25,0                    | Švitinys                                                                                |           |                                  | 2    |
| 40010133            | P                   | Kapupė                       | 10,6       | 24,6                     | 15,4                    | Viršytis                                                                                |           |                                  | 3    |
|                     |                     | Kapupis                      |            |                          |                         | Daugyvenė                                                                               |           |                                  | 2    |
| 41011129            | L                   | Kapupis                      | 3,2        | 2,4                      | 71,5                    | Pyvesa                                                                                  |           |                                  | 2    |
|                     |                     | Kapupis                      |            |                          |                         | Sausdravas                                                                              |           |                                  | 3    |
| 20010591            | P                   | Kapupis                      | viz        | Šaltupis (Degalas)       |                         |                                                                                         |           |                                  | 2    |
| 50010276            |                     | Karačiunka                   | 6,6        | 17,8                     |                         | jezero Smalvykštis (povodí řek Dulvas a Smalva                                          |           |                                  |      |
| 20020001            |                     | Karaliaus Vilhelmo kanalas   | viz        | Vilémův kanál (Klajpeda) |                         |                                                                                         |           |                                  | 0    |
| 16010662            | L                   | Karapolis                    | 3,4        | 3,7                      | 4,7                     | Malūndaubė nebo Šunija (nejednoznačnost - který potok se vlévá do kterého - viz články) | Pagirupis | 55°22′21″ s. š., 22°21′30″ v. d. | 4    |
| 41011169            | P                   | Karautis                     | 9,9        | 20,1                     | 10,1                    | Pyvesa                                                                                  |           |                                  | 2    |
| 10011444            | P                   | Karčiupis                    | 4,9        | 13,6                     | 234,3                   | Kaunaská přehrada                                                                       |           |                                  | 1    |
| 15010662            | P                   | Karčiupis                    | 4,1        | 7,2                      | 62,6                    | Nova (Šešupė)                                                                           |           |                                  | 3    |
| 12210240            | L                   | Karčiupis                    | 3,8        | 4,5                      | 164,1                   | Šventoji (Neris)                                                                        |           |                                  | 3    |
| 16010181            | L                   | Karčupis                     | 4,7        | 10,8                     | 7,0                     | Ližė                                                                                    |           |                                  | 5    |
| 12210957            | P                   | Karčupis                     | 2,7        | 1,4                      | 12,2                    | Siesartis (Šventoji)                                                                    |           |                                  | 4    |
| 10012030            | P                   | Kardonėlis                   | 7,4        | 10,5                     | 139,7                   | Němen                                                                                   |           |                                  | 1    |

- Kardupėlis (Vingerinė)
- Karkės upelis (jezero Laziniai v povodí řek Lazdauja a Daugava)
- Karkla (Virinta)
- Karklė (Akmena (Jūra))
- Karklė (Gausantė)
- Karklė (Liepona)
- Karklė (Němen)
- Karklė (původní název) viz Razliv
- Karkluojė (Alantas)
- Karklupis (Peštys)
- Karklupis (Šatrija)
- Karklynė (Nepervestis)
- Karklys (Žąsa)
- Karmė (jezero Nedzingis v povodí řeky Amarnia)
- Karnavė (Němen)
- Karnupis (Vilkija (Švėtė))
- Karosinė (jezero Drūkšiai v povodí řek Prorva a Drūkša)
- Karpočius (Šedvyga)
- Karšis (jezero Nedzingis v povodí řeky Amarnia)
- Kartenalė (Kartenalė I (horní))
- Kartenalė (Kartenalė I (dolní))
- Kartenalė II (Minija)
- Kartenalė I (Kartenalė II)
- Kartupis (Bebirva)
- Kartupis (Němen)
- Karupis (Liaudė)
- Karvatakis (Skinija)
- Karvė (Alšia)
- Karvė (Blendžiava)
- Karvelė (Dūkšta)
- Karvelninkas (Punelė)
- Karvelpis (Ūdrupys)
- Karvelupis (Rovėja)
- Karvinė (jezero Obelija v povodí řeky Peršėkė)
- Karvinė (Saria)
- Kasikas (Viešvilė)
- Kastinė (Šeimena)
- Kastys (Veiviržas)
- Katinupis (Ežeruona (Jūra))
- Katmilžis (Švėtė-Svēte)
- Katnyčia (Kražantė)
- Katra (Němen), (Ūla) (bifurkace)
- Katupis (Šata)
- Kaukštupis (Vadakstis (Venta))
- Keklys (Rudė)
- Kėlė (Šventoji (Neris))
- Kelmynė (Drūktupis)
- Kelmonas (jezero Lėnas v povodí řeky Apteka)
- Kelnupis viz Kiaunupis
- Kelvadukas (Trumpė (Vidauja))
- Kemeša (A - 2 vlévající se do jezera Aisetas v povodí řeky Kiauna)
- Kempė (Apsingė)
- Kena (Vilnia)
- Kenelė (Vilnia)
- Kepenis (Būgenis)
- Kepštys (Žižma I)
- Kerbesas (Venta)
- Kerkšnis (Beržtalis-Bērstele)
- Kermušija viz Cimakinė
- Kernavė (Juoda (Nevėžis))
- Kernavė (Neris)
- Kernavė (Visinčia)
- Kernušupis (Jūra)
- Kertenis (Šešuvis)
- Kertenys (Šešuvis)
- Kertuojos upelis (jezero Juodieji Lakajai v povodí řek Lakaja a Žeimena)
- Kertus (Strėva (Němen))
- Kertuša (Širvinta (Šeimena))
- Kerūlė (Upė (Šešuvis))
- Kerulių upelis viz Žverna
- Kerupė (Šaltuona)
- Kerupė I (Dievogala)
- Kerupė II (Kerupė I)
- Kerupis (Graumena)
- Kerupys (Apusinas (Šešuvis))
- Kerupys (Ožkupis)
- Kervėkštas (Tramalkas)
- Kesautis neboli Kesautė (Venta)
- Kesė (Ašva (Veiviržas))
- Ketūnka (Venta)
- Kėvė (Ramočia)
- Kiaulinis (jezero Avilys v povodí řek Avilė a Daugava)
- Kiauliškė (Juodupė (Jiesia))
- Kiaulupė (Alksnė (Šešupė))
- Kiaulupė (Aukspirta)
- Kiaulupė (Višakis)
- Kiaulupis (Daugyvenė)
- Kiaulupis (Elmė)
- Kiaulupis (Kruoja)
- Kiaulupis (Markija)
- Kiaulyčia (jezero Žuvintas)
- Kiauna (Žeimena)
- Kiaunė (Liūlys)
- Kiaunė (Liūlys)
- Kiaunupis (Nevėžis)
- Kiaunupis (Šlyna)
- Kiapiškė (Kulšė)
- Kičupelis (Laikštė)
- Kidė (Mūša)
- Kidulupis (Judrė (Graumena))
- Kiemėnas (Šakarnis)
- Kiementa (Strėva (Němen))
- Kiemsrutas (Liaudė)
- Kilėva (Aknysta)
- Kilintakis (Antvardė)
- Kilminė (Paežerėlė)
- Kilupis (Gervardė)
- Kipiatok (Bražylė)
- Kipiatok (Vilnia)
- Kirgas (Agluona (Vadakstis))
- Kiriena (Audruvė)
- Kirkšnis (Jūra)
- Kirkšnovė (Dubysa)
- Kirmėliškė (Snietala)
- Kirnė (jezero Asveja v povodí Dubingy)
- Kirnė (Šventoji (Neris))
- Kirneilė (jezero Siesartis v povodí řeky Siesartis (Šventoji))
- Kirnupalis (Smeltalė)
- Kirkšnis (Jūra)
- Kirkšnovė (Dubysa)
- Kirnupalis (Smeltalė)
- Kirsna (Šešupė)
- Kiršinas (Nevėžis)
- Kiršnoupis (Čerkšnė)
- Kisė (Jūra)
- Kisielupis (Žvygupis)
- Kisupė (Minija)
- Kišupė (Nemunėlis)
- Kivė (Vilkija)
- Klačiūnė (Skerdiksna)
- Klampis (Mėkla)
- Klampupis (Višakis)
- Klamputis (Smilga (Nevėžis))
- Klanutupis (Mūša)
- Kleva (Gauja (Němen))
- Klevinė (Němen)
- Kliaupis (Vadakstis (Venta))
- Kliepšė (Drungė)
- Klietė (Letausas)
- Klišupė (Vilémův kanál (Klajpeda)) (původně přímo do Kurského zálivu Baltského moře) a také spojka mezi Vilémovým kanálem a Kurským zálivem.
- Kliūkė (Skirtinas)
- Kliurkė viz Minija
- Klūpė (Kirkšnovė)
- Klūpys (Trišiūkštė)
- Klutupis (Ančia (Šešuvis))
- Klyčpievis (Dubenėlė)
- Knituoja (Venta)
- Knytelė (jezero Utenykštis v povodí Būky)
- Kodžiupis (Lėvuo)
- Koja viz Dovinė
- Kokė (Vabalkšnė)
- Kolupis (Němen)
- Konkulis (Kruostas)
- Koritnyčia (Němen)
- Krakila (Němen)
- Kraklis (Nemunėlis)
- Krasnoborka (Vilnia)
- Kraščia (Apaščia (Nemunėlis))
- Krašuona (Vyžuona (Nemunėlis))
- Kraukupė (Vadakstis (Venta))
- Kražantė (Dubysa)
- Kregždantė (Jotija (Šešupė))
- Kreidupis (Viemuonia)
- Kreisos upelis (Němen)
- Kreivė (Linkava)
- Kreivė (Prūdų upelis)
- Kreivė (Vilka (Gėgė))
- Kreiviai viz Viešnautas
- Kreivutė (Vilka (Gėgė))
- Krempė (Vokė)
- Kremušė (Němen)
- Krėslupis (Luknė)
- Krešenė (Vėdarė)
- Kretainis (Smeltalė)
- Kretiškės upelis (Žvikė)
- Kretuona (jezero Žeimenys (povodí řeky Žeimena))
- Kriaukė (Ežerėlė (Daugyvenė))
- Kriauna (jezero Sartai (povodí řeky Šventoji (Neris)))
- Kriaunelė (Kriaunėnų upelis)
- Kriaunėnų upelis (Kriauna)
- Kriausupis (Aluona (Nevėžis))
- Kriausupis (Lašiša (Dubysa))
- Kriaušius (Giluitis) (jezero Giluitis (povodí řeky Simnyčia))
- Kriaušius (Giluitis) (Santaika)
- Krienukė (Parija)
- Kriešinė (Spalvė)
- Krimslė (Šušvė)
- Krinčinas (Pyvesa)
- Krintomas (Akmena (Jūra))
- Krioklė (Bebirva)
- Kriokliukas (Nerys)
- Krioklys (Agluonėlė (Agluona a Širvėna))
- Krioklys (Judrė (Graumena))
- Krioklys (Lėvuo)
- Krioklys (Šimša)
- Krioklys (Veiviržas)
- Krioklys (Venta)
- Krioklys viz Liedas
- Kriokšlis (jezero Rubikiai (povodí řeky Anykšta))
- Kriokšlys (Lėnupis)
- Kriokšlys (Němen)
- Kriokšlys (Šventoji (Neris))
- Kriokupys (Siesartis (Šešupė))
- Kristupis (Strėva (Němen))
- Kriukė (Gintaras (Prabauda))
- Kruča (Laukesa-Laucesa)
- Krūčius (Němen)
- Kruna (Kaunaská přehrada)
- Krunelė (Kruna)
- Kruoja (Mūša)
- Kruostas (Nevėžis)
- Kruostas (Nevėžis)
- Krūtas (Nemunėlis)
- Kruteklis (Varmė)
- Krūtės upelis (Švėtė-Svēte)
- Krūtis neboli Krūtė (Dabikinė (Venta))
- Krūvanda (Lazduona)
- Krylių upelis (jezero Dviragis (povodí řeky Ilgė (Maleiša)))
- Krynupis (Varmė)
- Kryžių ravas (Įstras)
- Kryžovėja (Bezdonė)
- Kubanka (Maltupis)
- Kubilių upelis (Rovėja)
- Kubilnyčia (Němen)
- Kubuldynas (Kaunaská přehrada)
- Kūdlankis (Alėja (Upė-Šešuvis))
- Kuisa (Žaigis)
- Kuisis (Veiviržas)
- Kuišupis (Sidabra)
- Kukys (Juodupė (Vyžuona))
- Kukulynas (Platonis)
- Kulianupis (Siesartis (Šventoji))
- Kuliava (Liliava)
- Kuliavas (Šustis)
- Kulikiškis (Daulia)
- Kulka (Sausdravas)
- Kulmena (Vilka (Gėgė))
- Kulnė (Aušbruva)
- Kulpė (Mūša)
- Kulšė (Šventoji (Baltské moře))
- Kūlupelis (Šaka)
- Kulupis (Skinija)
- Kūlupis (Ašva (Vadakstis))
- Kūlupis (Bartuva)
- Kūlupis (Blendžiava)
- Kūlupis (Luoba)
- Kūlupis (Miežupis)
- Kūlupis (Minija)
- Kūlupis (Salantas)
- Kūlupis (Vadakstis (Venta))
- Kūlupis (Venta)
- Kumė (Jiesia)
- Kumelupis (Jūra)
- Kumulša (Venta)
- Kumelupis (Jūra)
- Kumpė (Balčia (Šešuvis))
- Kumponas (Beržiena)
- Kumponas (Viešinta)
- Kumpotė (Laukesa-Laucesa)
- Kumprė (Šventupė (Jiesia))
- Kumpuolė (jezero Tautesnis (povodí řeky Zalvė a Šventoji (Neris)))
- Kumpuolėja (Nikajus)
- Kumpupaitis (Orija)
- Kumulša (Venta)
- Kumža (jezero Alsėdžių ežeras (povodí řeky Sruoja))
- Kuna (Neris)
- Kunigiaupis (Alkupis (Minija))
- Kunigo upelis (Strėva (Němen))
- Kunigupis (Akmena)
- Kunigupis (Pilvė)
- Kunigupis (jezero Plateliai (jezero) povodí řeky Babrungas)
- Kuonė (Němen)
- Kuosinė (Kena)
- Kupa (Lėvuo)
- Kuprė (Dratvuo)
- Kuprė (Kražantė)
- Kūra (Mūša)
- Kurantas (Dubysa)
- Kurkulė (Nakačia)
- Kurmė (Kalnyčia)
- Kuršelė (Uslaja)
- Kuršupis (Virma)
- Kurtuva (Ventos perkasas)
- Kurys viz Šuoja-Kurys
- Kusenka (jezero Latežeris (povodí řeky Ratnyčia))
- Kušla (Dratvuo)
- Kūšupis (Vilkija)
- Kutena (Daugyvenė)
- Kutuvis (Venta)
- Kuzupelis (Šešupė)
- Kvesupis (Višakis)
- Kviesinis (Němen)
- Kvietupis (Vilkija)
- Kvistė (Varduva (Venta))
- Kyvė (Vilnia)
- Kyvė (Vilnia)

## L
- Laba (Indraja)
- Laba (Šuoja)
- Laba (Virinta)
- Labanoras (viz Peršokšna-Dumblė)
- Labaukštas (Šaltuona)
- Labažė (Kiauna)
- Laidė (Įstras)
- Laiga (Šešuvis)
- Laikštė (Němen)
- Laikštė (Šešupė)

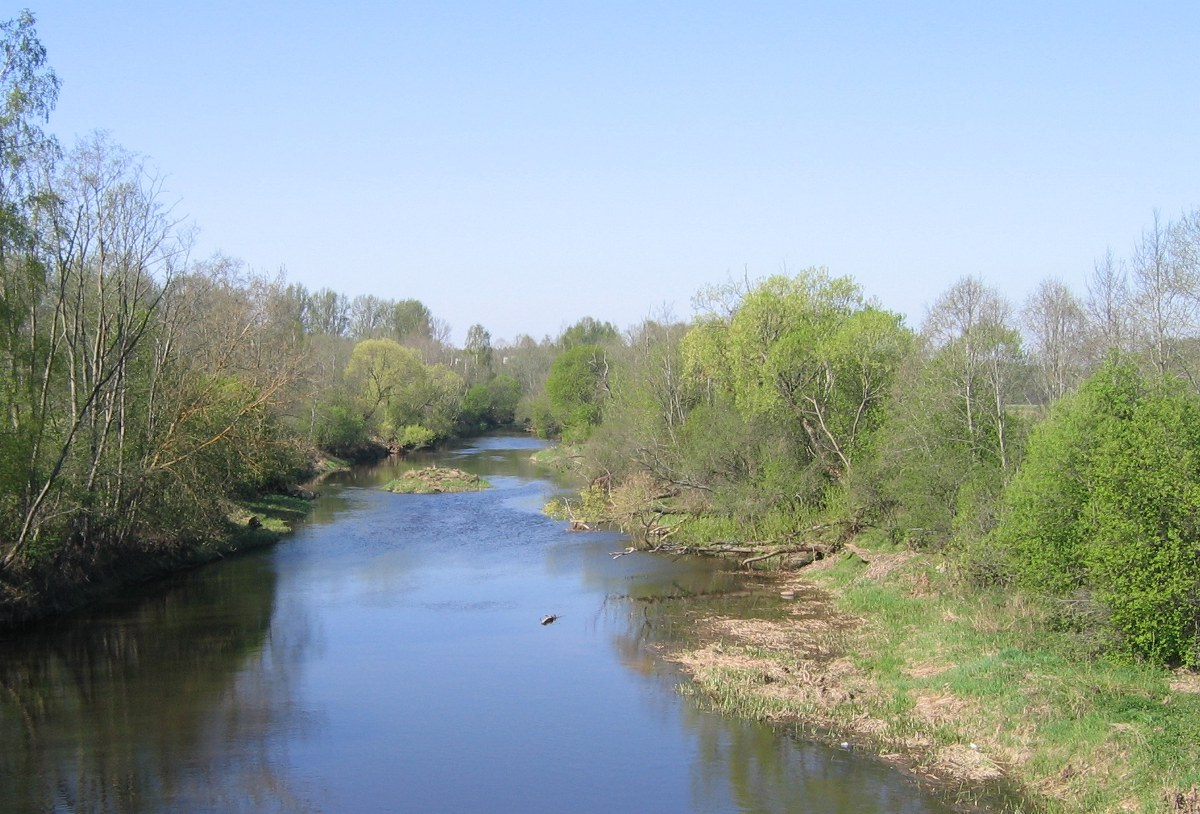
Lėvuo u vsi Akmeniai

- Laimutis (jezero Mūšėjus v povodí řeky Anykšta)
- Lakaja (Žeimena)
- Lakmenia (Pelyša (Šventoji))
- Lakštalaža (Rovėja)
- Lakštena (Vyžuona)
- Lakštutė (Apaščia (Nemunėlis))
- Languris (Šalpė)
- Lanka (Kivė)
- Lankaitė (jezero Bebrusai v povodí řeky Bebrusų upė a Siesartisu)
- Lankesa (Obelis (Nevėžis))
- Lankis (Neris)
- Lankstupys (Nevėžis)
- Lankupa (Širvinta (Šeimena))
- Lankupė (Jūra)
- Lankuva-Šarkiškė (jezero Sagavas v povodí řeky Sagavas (Seirijis))
- Lapainia (Němen)
- Lapavartė (jezero Aisetas v povodí řeky Aiseta)
- Lapė (Vabalkšnė)
- Lapienė (Neris)
- Lapirda (Šešuva)
- Lapišė (Dubysa)
- Lapoja (Žiežmara)
- Lapskojis (Šušvė)
- Lapupė (Šventupė (Jiesia))
- Lapupis (Dabikinė (Venta))
- Lapymas (Němen)
- Lašaša (Jiesia)
- Lašiša (Dubysa)
- Lašiša (Lazduona)
- Lašiša (Pienia)
- Lašišupis (Kvistė)
- Lašiupis (Minija)
- Lašmuo (Mūša)
- Latava (Juosta) (Juosta)
- Latava (Šventoji) (Šventoji (Neris))
- Latuva (Žąsa)
- Laukė (Aitra)
- Laukė (Skliaustis)
- Laukė (Vėgėlė)
- Laukesa (Daugava)
- Laukesa (jezero Laukesas v povodí řeky Laukesa (Daugava))
- Laukupė (Nemunėlis)
- Laukupė (jezero Žeimenys v povodí řeky Žeimena)
- Laukupis (Šlaveita)
- Laukupis (Šventoji (Baltské moře))
- Laukupis (Verpelis)
- Laukysta (Neris)
- Lavysa (Merkys)
- Lazdauja (Kamoja)
- Lazdinis (jezero Zarasas v povodí řeky Laukesa-Laucesa)
- Lazduona (Dubysa)
- Lazduona (Šyša)
- Lazdupis (Darba)
- Lazdynupis (Alsa (Mituva))
- Lebeda (Němen)
- Leda (jezero Antakmenių ežeras v povodí řek M - 1 a Mošia)
- Legetys (Beržė (Šušvė))
- Legotė (Girija)
- Lėgus (Grabuosta)
- Leida (Nevėžis)
- Leilelė (Verknė (Němen))
- Leipeika (Nevėžis)
- Leiškonė (Bebirva)
- Leiškonių upelis (Šaltuona)
- Leitalė (Leitė)
- Leitė (Rusnė (rameno delty) Němenu)
- Lėkinys (Kražantė)
- Lėliupis (Skernė)
- Lelykas (Dubysa)
- Lendimas (Apšė)
- Lendra (Šyša)
- Lendrė (Bebirva)
- Lendrė (Gansė)
- Lendrė (Gynėvė)
- Lendrikė (Venta)
- Lendrupis (Laukė (Aitra))
- Lendrupis (Minija)
- Lendrupis (Tenenys)
- Lendrupis (Žaigis)
- Lendrupis viz Varupis
- Lenkenis (Alantas)
- Lenkupys (Siesartis (Šešupė))
- Lentas (Lukna (Nevėža) v povodí jezera Nevėža (jezero) v povodí Nevėži)
- Lėnupis (jezero Juodis v povodí Juody)
- Lėškupis (Šetekšna)
- Letausas (Jūra)
- Letekšna (Mūšia)
- Levenčiupis (Patekla)
- Lėvuo (Mūša)
- Liaudė neboli Liaudelė (Nevėžis)
- Liaušė neboli Liaušius (Upytė (Nevėžis horní))
- Liaušupis (Jotija (Šešupė))
- Lieda (Nevėžis)
- Liedas (Šušvė)
- Liedelė (jezero Gilūtas v povodí řek Kiauna a Žeimena)
- Liekaitis (Liekė (Němen))
- Liekė (Kerupė I)
- Liekė (Němen)
- Liekna (Veiviržas)
- Lieknas (Mūša)
- Lieknas (Svalia)
- Lieknas (Žvarilas)
- Lieknelis (Tatula)
- Lieknelis I (Mažupė)
- Lieknelis II (Mažupė)
- Lieknės upelis (Briedupis (Minija))
- Liekupis (Lėvuo)
- Liekupis (Nevėžis)
- Lielelė (Verknė)
- Lielukas (Spengla (Merkys))
- Lielupė (Neris)
- (Lielupė litevský název pro řeku v Lotyšsku Lielupe)
- Lielupys (Dotnuvėlė)
- Lieluvis (Taurulis)
- Liepalotas (Siesartis (Šešupė))
- Liepeika (Mūšelė)
- Liepeika (Nevėžis)
- Liepeka (Němen)
- Liepona (Širvinta (Šešupė))
- Lieporas (Svitene) (Svitene (Mūša-Lielupe))
- Liepupė (Babrungas)
- Liepupys I (Nevėžis)
- Liepupys II (Nevėžis)
- Lietauka viz Lietava
- Lietaukėlė (Lietava)
- Lietava (Neris) (existují domněnky, že název této říčky a Litvy mají společný původ v (hypotetickém?) litevském slově leitis, které buď přímo nebo prostřednictvím názvu této říčky dalo zemi název)
- Ligaja (Šventoji (Neris)) (přehradní nádrž Antalieptės tvenkinys)
- Lijonas (Strėva (Němen))
- Likupys (Didžprūdis)
- Liliava (Jūra)
- Limenė (Šventoji (Neris))
- Limšius (Strėva (Němen))
- Linelis (Upytė (Nevėžis horní))
- Linkava (Nevėžis)
- Linksnio upelis (Minija)
- Linmarkis (Vilka (Minija))
- Liolinga (Dubysa)
- Lipovka (Tumannaja)
- Liudė (jezero Rubikių ežeras v povodí Anykšty)
- Liūdonas (Venta)
- Liūgas (Pyvesa (Mūša))
- Liuišis (Dabikinė (Venta))
- Liūlys (Kurys)
- Liūnagriovis (Tatula)
- Liūnas (Jūra)
- Liūnas viz Kardonėlis
- Liūnas viz Meiliškių griovys
- Liutika (Němen)
- Livinta (Želva (Šešuva))
- Ližė (Aitra)
- Ližė (Ymėžė)
- Lobenka (Lipovka)
- Logupis (Bebirva)
- Lokauša (Nevėžis)
- Lokauša (Nevėžis)
- Lokaušupis neboli Lokauša (Virkulė)
- Lokupė (Sanžilė)
- Lokupis (Jūra)
- Lokupis (Němen)
- Lokupis (Šventupis (Dubysa))
- Lokys (Neris)
- Lokysta (Dubysa)
- Lokysta (Jūra)
- Lolyčia neboli Lolyčis (Jūra)
- Lomena (Neris)
- Lončanka (jezero Alna v povodí Alny
- Lososna (Němen)
- Loša (Němen)
- Lubupis (Němen)
- Lučka (Pěljasa)
- Lugaunė (Konkulis)
- Lūkalnis neboli Lūkainis (Rūdupis (Rešketa))
- Lukašius (Nyka)
- Lukna (Merkys)
- Lukna (Minija)
- Lukna (jezero Nevėža v povodí Nevėži)
- Lukna (Vyžuona (Šventoji))
- Luknė (Dubysa)
- Luknė (Šventoji (Baltské moře))
- Luknelė (Luknė)
- Luknėlė (Žeimena)
- Lukojus (Dubysa)
- Lūkstas (Ringuva (Venta))
- Lukšių upelis viz Šaltoja
- Lukšta-Ilūkste (Berezovka (Daugava))
- Lukštynė (Tautinys)
- Lumpė (Piktupė)
- Lumupis (Lokysta)
- Lunguris (Šalpė)
- Lunta (jezero Bebrusai v povodí řeky Bebrusų upė a Siesartisu)
- Luoba (Bartuva)
- Luokupis (Knituoja)
- Luokupis (Uošna)
- Luolys (Šetekšna)
- Luponė (Ringuva (Venta))
- Lūšinė (rybník Alsėdžių tvenkinys název horního toku řeky Sruoja)
- Lūšis neboli Lūšė (Venta)
- Lūšnė (Lielupe)
- Lūžupis (Virvytė)
- Lydekinė (jezero Obelija (povodí řeky Peršėkė)
- Lydeko ravas (Ančia)
- Lyglaukių griovys (Rovėja)
- Lyguma (Kamoja)
- Lygutis (Mituva (Němen))
- Lyksnis (Šešuvis)
- Lylava (Jūra)
- Lynupis (Ūla (Merkys))
- Lyšupis (Kražantė)
- Lytis (Lokysta)
- Lyžena (Pela)
- Lyžupis viz Čyžupis

## M
- Mačiula (Samė)
- Mačiulė viz Morkiškis
- Maišinė (Malevankos upelis)
- Maišiogalė (Mūša)
- Maišys (Jiesia)
- Maižiuva (Viršytis)
- Malčius (Obelis (Nevėžis))
- Malčius (Obelis (Nevėžis))

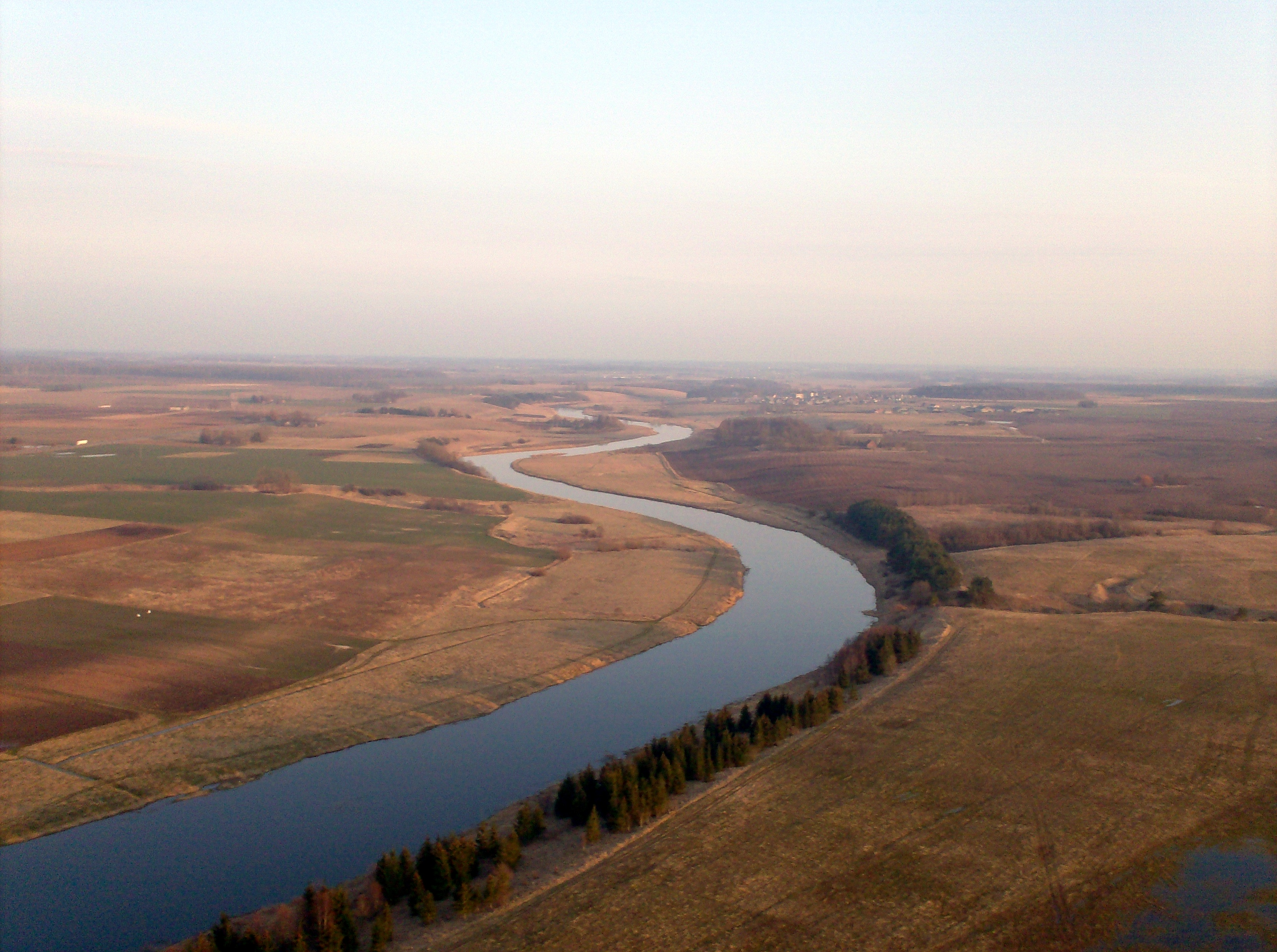
Mūša

- Malčius neboli Drigantas (Malčius (Obelis dolní))
- Maldenis (Būgenis)
- Maldupis (Akmena (Mituva))
- Maleiša (Šetekšna)
- Malevankos upelis (Neris)
- Malkėstas (jezero Siesartis v povodí řeky Siesartis (Šventoji))
- Malkosnė (Šventoji (Neris))
- Malkupis (Kražantė)
- Malmaža (Juosta)
- Malštovė (Šušvė)
- Maltupis (Šalčia)
- Malūndaubė (Šunija)
- Malūnkalnis (slepé rameno Němenu Nemuno Senvagės ežeras v povodí N-2 a Němenu)
- Malupis (Pala)
- Mamavys (Lukna (Merkys))
- Manierka (Neris)
- Marga (jezero Širvys v povodí řek Volga a Neris)
- Margeliai (Němen)
- Margeniškis (Rovėja)
- Marginis (Plonė-Plānīte)
- Marginis (Plonė-Plānīte)
- Margis (Strėva (Němen))
- Margų upelis (Jūra)
- Margupis (Varduva)
- Marguvos ežeras (Němen)
- Marilė (Neris)
- Markija (jezero Plinkšės v povodí řek Šerkšnė a Venty)
- Marnaka (Lėvuo)
- Marnaka I (tok M-4, přítok Marnaky)
- Marnakėlė neboli Marnakytė (Lėvuo)
- Marnakėlė nebo M-2 (Marnaka)
- Marniulis (Klevinė)
- Maruga (Dysna (přítok Daugavy))
- Marūniškė (Kančoigina (Erzvėtas))
- Marvelė neboli Marva (Němen)
- Marycha (Czarna Hańcza)
- Maskolupis viz Smertupalis
- Mastupis (Patekla (Virvytė))
- Mašnyčia (Němen)
- Matariškis viz Želva (Siesartis)
- Matrosovka rameno delty Němenu
- Matupis viz Bubinas
- Maučiukas (Maučiuvis)
- Maučiuvis (Īslīce)
- Maušė (jezero Metelys)
- Mava viz Minija
- Mazupis (Ūla (Merkys))
- Mažasis Pirčiupis (Merkys)
- Mažežerio upelis (jezero Šventas v povodí Š-1, Švintė, Juodynė (Kretuonykštis), Žaugėdy a Žeimeny)
- Mažoji Aukspirta (Aukspirta)
- Mažoji Kena (Merkys)
- Mažoji Upėsė (Merkys)
- Mažoji Upytė (Upytė (Tatula))
- Mažoji Sruoja (Minija)
- Mažupė (Mūša)
- Mažupis (Šventoji (Neris))
- Medakupis (Upyna (Virvytė))
- Medelka neboli Medila viz Mjadzelka (Birvėta)
- Medinė (Širvinta (Šventoji))
- Medinė Žyzdrė (Lapišė)
- Medinupė (Šyša)
- Medinupelis (Švendrelis)
- Medinupis (Dumbliukas)
- Mediškė (Pryga)
- Meduja (Alšia)
- Medukšna (Lankesa)
- Medūkštėlė (Němen)
- Medupis (Šatrija (Aunuva))
- Medupis viz Gūžė
- Mėdus (Dubysa)
- Medžiotė (Tetervė)
- Medžiupis viz Nadžiupis
- Meiliškių griovys (Ažytė)
- Meištupys (Kilėva)
- Meižis (Šešuvis)
- Mėkla (Barupė)
- Meldikupė (Jūra)
- Meldinė (Groblė)
- Meletinė (jezero Sartai na řece Šventoji)
- Mėlinė (Vidaujaitė)
- Mėlinis neboli Mėlynė (Vidauja)
- Melkupė viz Svirkalnis-Melkupė (Īslīce)
- Melmentas viz Milmantas
- Melnyčėlė (jezero Čičirys v povodí potoka Upiškių upelis a Raudy)
- Melnyčėlė (Drūtupis)
- Melnyčėlė (Lapainia)
- Melnyčėlės upelis viz Stirnelė
- Melnyčravis (Nakačia)
- Mėlupis (Aluona (Nevėžis))
- Menčtrakis (Jiesia)
- Menkupių upelis (Šešupė)
- Mera-Kūna (Žeimena)
- Mergašilis (Jiesia)
- Mergė (Plūsčia)
- Mergupis (Gansė)
- Mergutrakė (Vaiponė (Gasda))
- Mergvagis (Mažoji Sruoja)
- Merkys (Němen)
- kanál Merkys-Vokė viz Papio kanalas
- Meškerdys (Mažupė)
- Metakiškis (jezero Ragelis v povodí Ežerėlė (Daugyvenė))
- Metelytė (Peršėkė)
- Metieša (Apsingė)
- Mežežerio upelis (Mažežerio upelis)
- Midega (Žiežmara)
- Miegotas (Šušvė)
- Mielkupis (Vilkesa)
- Miesčionka (jezero Suvingis v povodí Karmė)
- Miežina (Pelyša (Šventoji))
- Miežis (Žeimena)
- Miežupis (Vadakstis (Venta))
- Mikalaviškis (Strauja)
- Mikasa (Němen)
- Miklinys (Avižlys)
- Miklusa (jezero Nosas v povodí Abisty)
- Milčiupė (Širvinta)
- Mildupis (Merkys)
- Miliuša (Šešuvis)
- Miliušėlė (Miliuša)
- Milkuškė viz Varlenka
- Milmantas (Tenenys)
- Miltauja (Jūra)
- Miltupis(Vyčius)
- Milupė (Šešupė)
- Milys (Varius)
- Milžtė (Lapišė)
- Milžupys (Skardupys)
- Minava (Vyžuona (Nemunėlis))
- Minčia (jezero Utenas v povodí Būky, Srovė (Asėkas) a Žeimeny)
- Mindupė (jezero Baltieji Lakajai v povodí řeky Lakaja (Žeimena))
- Minija (Atmata (rameno delty Němenu))
- Minkūnė (jezero Rašai v povodí řeky Šventoji (Neris))
- Minsnoras (Duobaitė)
- Mirglonas (Šyša)
- Misa (Lielupe)
- Misakė (Tauriekėlė)
- Miseliškė (Rudė I)
- Mišeikbalis (Mūša)
- Mišeikis (Venta)
- Miškinė (Švintė)
- Mišupė (Minija)
- Mitupis (Mišupė)
- Mituva (Lėvuo)
- Mituva (Němen)
- Mižupis (Alsa (Mituva))
- Mjadzelka (Birvėta)
- Mockavėlė (Kirsna)
- Mockupis (Nopaitys)
- Mockupis (Nova (Šešupė))
- Mokia (Siesartis (Šventoji))
- Molaina (Nevėžis)
- Molbestis (Verdenė)
- Molė (Upynikė)
- Molina (Serbenta (Rovėja))
- Moliupis (Šventoji (Neris))
- Molupis (Agluona (Vadakstis))
- Molupis (Agluona (Agluona))
- Molupis (Liekė)
- Molupis (Mūša)
- Molupis (Vabalkšnė)
- Molupis viz Trumpė (Žvelsa)
- Molupis viz Olupis
- Momys (Aitra)
- Morkavas viz Baliūniškis
- Morkavo upelis (jezero Vernijis v povodí řek Vernijo upelis a Baltoji Ančia)
- Morkė neboli Morkupis (Kražantė)
- Morkiškis (Ažytė)
- Mošia (Verknė)
- Motera (Girmuonys)
- Motera (Uolė)
- Motertis (Němen)
- Muilinė (Šventoji (Neris))
- Mūkė (Dubysa)
- Mūnelis (Dysna)
- Muraškinės upelis (Sėmena)
- Murgų upelis (jezero Šlavantėlis v povodí řek Šlavantėlė a Baltoji Ančia)
- Murlė (Vilnia)
- Musė neboli Musia (Neris)
- Musė (Varėnė)
- Muselė (Pyvesa)
- Musinis (Šventoji (Neris))
- Musteika (Grūda (Merkys))
- Mustupis (Briedžiupis)
- Mūša (Lielupe)
- Mūšelė (Mūšia)
- Mūšelė-Ūsoginė (Mūšia)
- Mūšia (Šventoji (Neris))
- Mutergrabė (Vikšrynė)
- Myžupis (Bremena)
- Myžupis viz Grindupis

## N
- Nabutiškė (Pusnė)

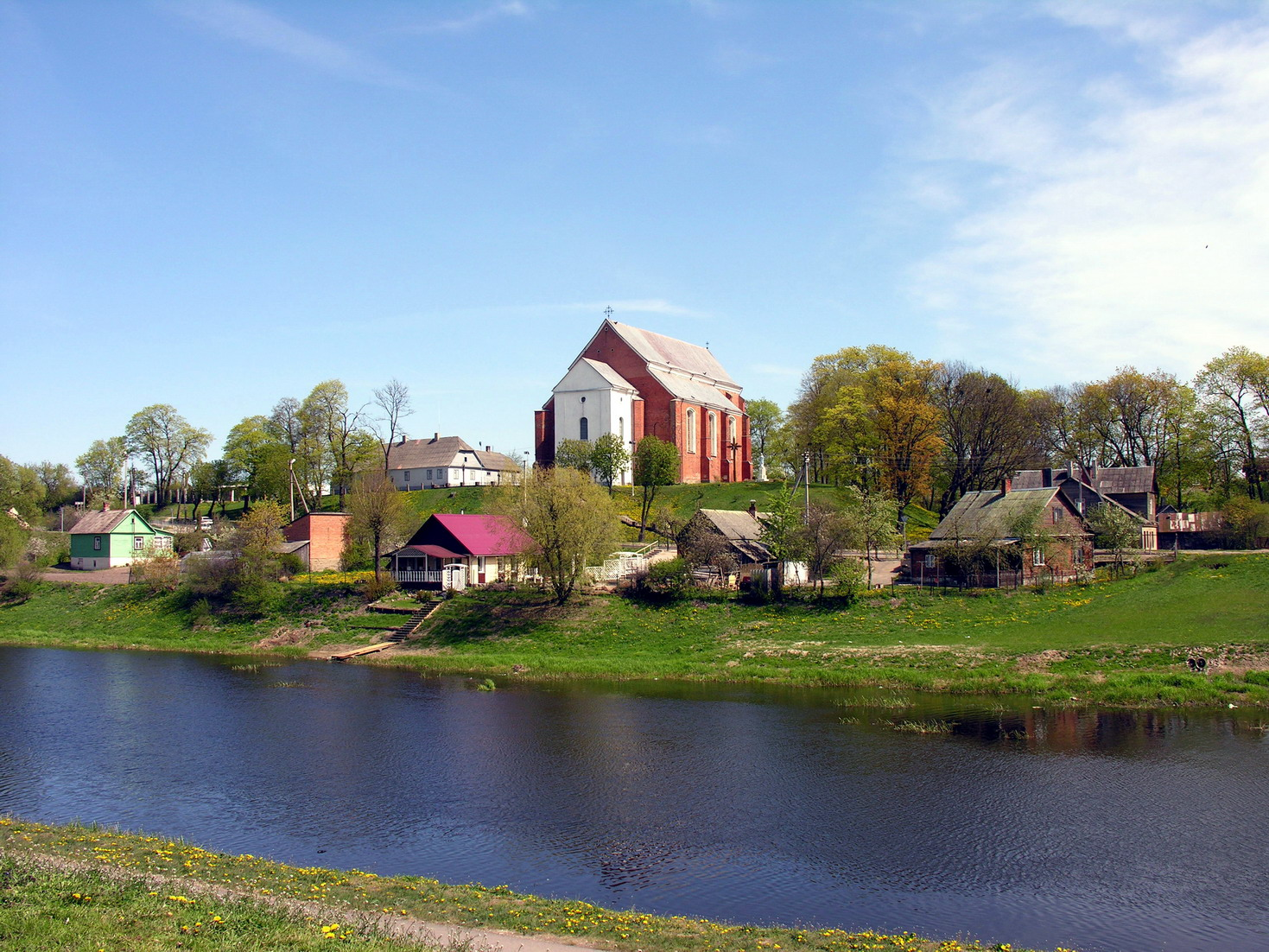
Nevėžis u města Kėdainiai

- Nadavelta (jezero Atesys v povodí Atesė)
- Nadžiupis (Nemunėlis)
- Naga (Ašvinė)
- Naikupė (Kurský záliv Baltského moře) (Němen)
- Nakačia (jezero Biržulis v povodí Virvytė)
- Naktakė (Lėvuo)
- Namatiškis (jezero Pakasas v povodí Pakasy, Noveny a Žeimeny)
- Narantis (Šventoji (Neris))
- Narasa viz Inkstilas
- Narkunka viz Prūdelis
- Narmanšakė (Šlaveita)
- Narmona viz Vanga
- Narsupė (Rudinė)
- Narštupis (Pietvė)
- Narštupys (Lėvuo)
- Narupis (Šventoji (Neris))
- Narutis (Neris)
- Narva (Němen)
- Nasėvela (Šašuola)
- Nasupis (Kurys)
- Nasvė neboli Nosvė (Šventoji (Neris))
- Naudupis (Němen)
- Nauduva (Daugyvenė)
- Naudžiupis (Lėvuo)
- Naujoji Aguona (Žaras)
- Naulankis (Duobelupis)
- Nausė (Ymėžė)
- Navada (Laukė (Aitra))
- Nedėja (Kaunaská přehrada)
- Nedilė Verseka)
- Nedingė (Merkys) (Merkys)
- Nedzviadka (Vilnia)
- Neivirupis neboli Nevirupis (Nevėžis)
- Nekelpa (Liaudė)
- Neknupis (Minija)
- Nekula (Obelis (Nevėžis))
- Nemajūnė (Raišupis)
- Němen (Kurský záliv - Baltské moře)
- Nemenčia (Neris)
- Nemėža (Rudamina (Vokė))
- Nemiežė (Vilnia)
- Nemunas viz Němen
- Nemunas (Dervelis)
- Nemunėlis (Lielupe)
- Nemunynas (Kurský záliv - Baltské moře)
- Nemylas (Jūra)
- Nendrė (Nevėžis)
- Nendrė (Šerkšnė)
- Nenupė (Šešupė)
- Nepervestis (Žąsa)
- Neprėkšta (Lomena)
- Neprudka (Merkys)
- Nerema (Ilgotis)
- Nereta (Nemunėlis)
- Neris (Němen)
- Neris viz Varnalizdis
- Nerotas (Ašutis)
- Nerštupys (Ožkalaukis)
- Nerupis (Zizdra)
- Nerys (Vidauja)
- Nesekė (Šerkšnys)
- Nešventupis viz Liūnagriovis
- Netačia (Šalčykščia)
- Nevarda (Nakačia)
- Nevelis (Rindė)
- Nevėža (Virinta)
- Nevėžė (Nevėžis)
- Nevėžis (Němen)
- Neviedė (Baltoji Ančia)
- Nevirupis viz Neivirupis
- Niauduva (Daugyvenė)
- Nibrinė (Šustis)
- Nieda (Baltoji Ančia)
- Niedulė (Varėnė)
- Nikaja, Nikajus viz Laukesa-Laucesa
- Nikajė (jezero Arinas v povodí Spengly)
- Niškupė (Kamona (Vilka))
- Nizelė (Katra)
- Nizra (Praviena)
- Nižis (Vaidys)
- Nočia (Pěljasa)
- Nopaitys (Nova (Šešupė))
- Nora (Nota (Lomena))
- Noralis (Jėrubynas)
- Noreikupė (Višakis)
- Noreikupio upelis (Gystus)
- Norupis (Vilkvedis)
- Noruta neboli Norupis (Mūša)
- Nota (Lomena)
- Notė neboli Notija (Salantas)
- Notera (Lokys (Neris))
- Notrynė (Svetyčia)
- Nova(Šešupė)
- Novena (jezero Alksnaitis v povodí Alksnelė)
- Nuotaka (Gervinė)
- Nuotaka (Němen)
- Nuoteka (Musė (Neris))
- Nurupis (Kvistė)
- Nyka (Němen)
- Nykis (Liaudė)
- Nykutė (Němen)
- Nyžuva (Dabikinė (Venta))

## O
- Obelaukis (Rovėja)
- Obelė (Kruoja)
- Obelė (Strėva (řeka))
- Obelinė (Upytė (Nevėžis - horní))
- Obelis (Juoda (Nevėžis))
- Obelis (Nevėžis)
- Obeltis (Verknė (Němen))
- Obelynė (Kražantė)

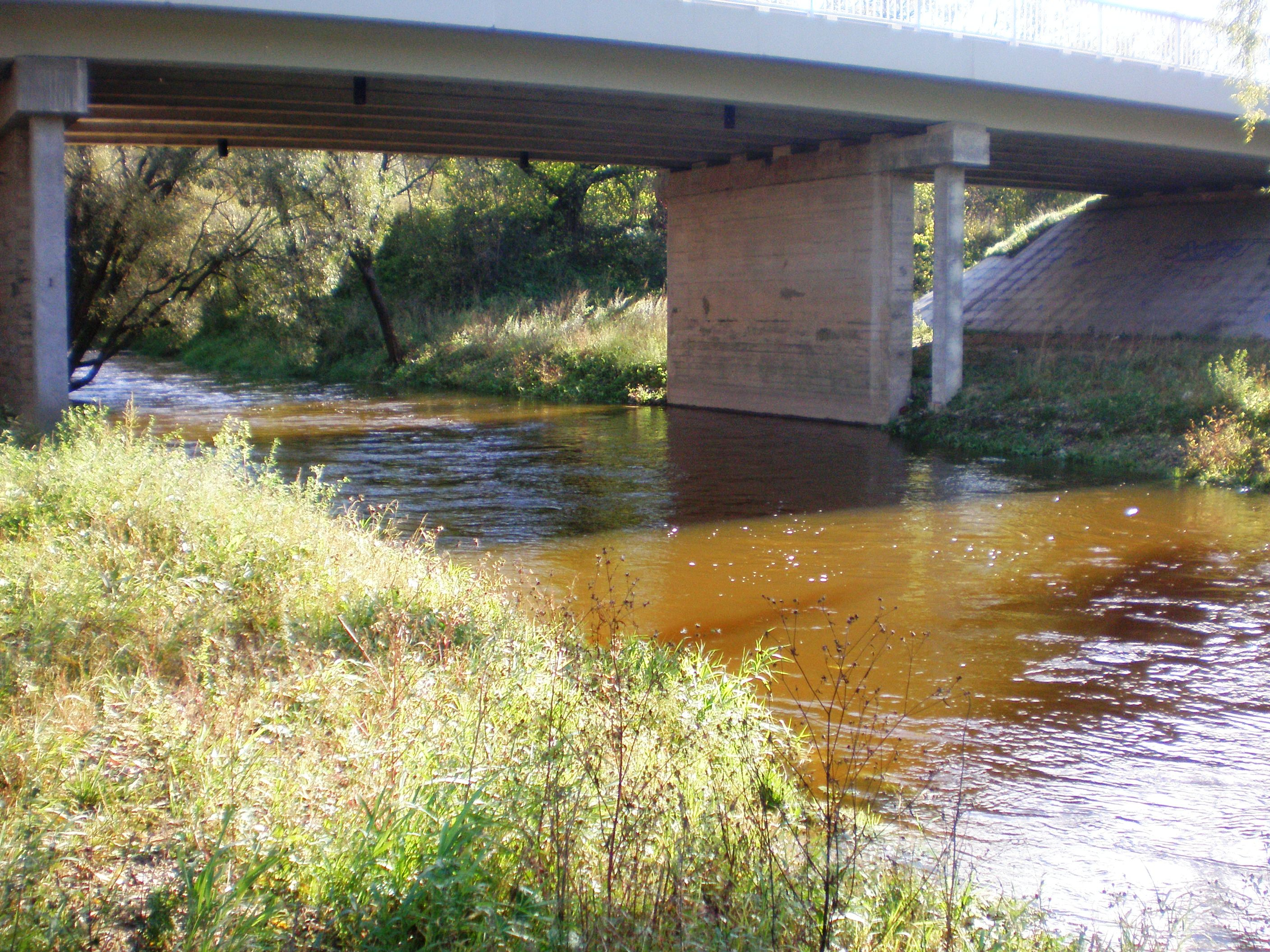
Obelė u vsi Paobelis

- Obelytė (jezero Obelija (povodí řeky Peršėkė)
- Odinčytė viz Adinčiava
- Odmuo (Jūra)
- Oglainė (Šešėvė)
- Okva (jezero Papis (povodí řeky Vokė)
- Olupis (Vemuonia)
- Onupis (Cirvija)
- Oplankis (Jūra)
- Oplankys viz Uplankis
- Opstainė (Nevėžis)
- Orė (Minija)
- Orija (Jotija) (Jotija (Šešupė))
- Orija (Pyvesa) (Pyvesa (Mūša))
- Orijos upelis (Gasda)
- Osupis (Ašva (Vadakstis))
- Ošupis (Baltské moře)
- Ošupis (Ramytė)
- Ošvenčia (Němen)
- Ova (Němen)
- Ozernaja (Šešupė)
- Ožė (Němen)
- Oželiškė (Upytė (Nevėžis - horní))
- Ožkabala (Davila)
- Ožkalaukis (Mituva (Lėvuo))
- Ožkalupis (jezero Galuonai (povodí říčky Vaikštėnų upė a Žeimeny)
- Ožkupis (Dubysa)
- Ožkupis (Ežeruona)
- Ožkupis (Gerklė (Ežeruona))
- Ožkupis (Gulbinas (Dabikinė))
- Ožkupys (Gervė (Šventupys))
- Ožnugaris (Šešupė)
- Ožupis (Dabruotas)
- Ožupis (Jiesia)
- Ožupis (Orija (Pyvesa))
- Ožupis (Svalia (Lėvuo))
- Ožupis (Venta)
- Ožupis (Žaigis)

## P
- Pabaldė (Šalčia)
- Pabalia (Nemunėlis)
- Paberžė (Lokys (Neris))
- Pacekluonis (Šaltuona)
- Padeika (Lučka (Ūla))
- Padotnuvio upelis (Jaugila)
- Padropšys (Trimsėdis)
- Padubė (Juoda (Nevėžis))
- Padumburė (Trydupys)
- Paežerėlė (Peršėkė)
- Pagardenis (Varduva)
- Pagraistupis (Stunis)
- Pagraužys (Prūdų upelis)
- Pagraužys (Vygra)
- Pagrinda (Kamaja)
- Pagrįstinė (Pyvesa (Mūša))

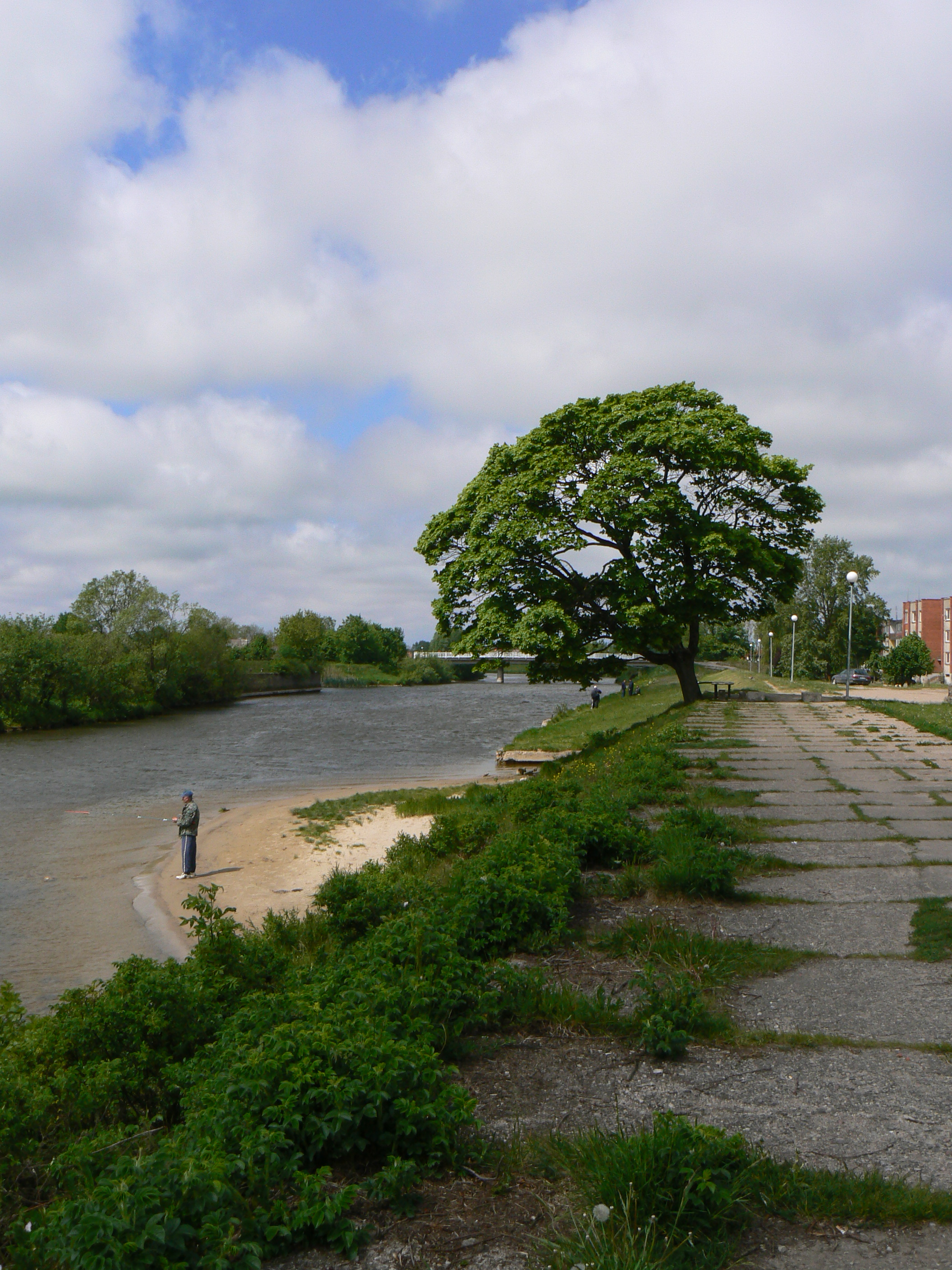
Rameno delty Pakalnė ve městě Rusnė

- Pagudonė (jezero Gudonas v povodí řeky Tarpija)
- Paikis (Rausvė (Šešupė))
- Pailgė neboli Palminis (Limenė)
- Paislė (Agluona (Vadakstis))
- Pajuodupis (Jusinė)
- Pajuodupis (Švogina)
- Pajuodvalkis (Tatula)
- Pajuostis (Obeltis)
- Pakalnė (delta Němenu )
- Pakalys (Švėkšnalė)
- Pakapinys (Němen)
- Pakaršuvė (Mūša-Lielupe)
- Pakartupis (Mituva (Němen))
- Pakasa (jezero Ūkojas v povodí řeky Novena a Žeimena)
- Pakrėkšna (přehradní nádrž Elektrėnų tvenkinys v povodí řeky Strėva)
- Pakrokšlė (jezero Ilgis v povodí řeky Kliurkė/D - 1)
- Pakruostėlė (Skaudinis)
- Pala (Minija)
- Pala (Mūša)
- Palapainia (Lapainia)
- Palaukinis (jezero Dringis v povodí řek Dumblynė, Dringykščia a Žeimena)
- Palėja (Upyna (Šešuvis))
- Palendris (Liekė)
- Palija (Upyna (Šešuvis))
- Paliūnys (Šušvė)
- Palonas (Dubysa)
- Palonas (Kiršinas)
- Palti viz Paltis (Minija)
- Paltis (Amata (Lėvuo))
- Paltis (Lokauša)
- Paltis (Minija)
- Paltis viz Galupalis
- Paltys viz Paltis (Minija)
- Palukna (Luknėlė (Žeimena))
- Palyksnė (Dratvuo)
- Pamakupys (Bartuva)
- Pamelnyčia (Němen)
- Pamiralis (Minija)
- Pamūšėlė (Mūšia)
- Panolė (jezero Rašys v povodí Rašė a Vyžuony)
- Panuoteka neboli Panuotekis (Šventoji (Neris))
- Papanarys (Němen)
- Paparčia (Barupė)
- Paparstas (Letausas)
- Papilpis viz Pilpis
- Papunžė viz Čikiškės upelis
- Papunžė (Neris)
- Papušinė (Beržė (Šešuvis))
- Para (Lokysta)
- Paraistė (Šalčykščia)
- Paraistupis (Šventoji (Baltské moře))
- Paravėlė (Jūrė (Višakis))
- Parija (Kertuša)
- Parstokas (Ašva (Vadakstis)
- Parsvytė (jezero Dysnai)
- Paršupis (Apaščia (Nemunėlis))
- Paršupis (Kulpė)
- Paršupis (Orija (Pyvesa))
- Pasamanys (Sanžilė)
- Pasausoji (Aisė)
- Pasgrinda (Verseka)
- Paskaistis (Juodupė (Vyžuona))
- Paskrypėlė (jezero Lazdiniai v povodí Lazdauji a Kamoji)
- Paslupis (Trimsėdis)
- Pašakarnis (Ymėžė)
- Pašaltinis (Rikinė)
- Pašaltuonė (Trumpė (Balčia))
- Pašaltuonė viz Pievys
- Pašaulė (jezero Aviris v povodí Avirė)
- Pašilės upelis (jezero Paštys v povodí Šventoji (Neris)
- Pašilingė (Němen)
- Paškonių upelis (Dotnuvėlė)
- Pašlapė (Narantis)
- Pašupelė (Pusnė)
- Patekla (Virvytė)
- Patiniškis (Kamaja)
- Patrakė (Pervalka (Mūša))
- Paturkšlis viz Cibervis
- Paukštė (Apaščia (Nemunėlis))
- Paukštupis (Mituva (Němen))
- Paulinavas (Mutergrabė)
- Paupelys (Šušvė)
- Paupys (Mituva (Němen))
- Paupelys (Šušvė)
- Pautienė (Grabuosta)
- Pavarija (Verknė)
- Pavarklas (Armona)
- Paversmis (Agluonėlė)
- Pavilnis (Ūla (Merkys))
- Paviržupė (Rausvė)
- Pavuosvaidis (Mituva (Němen))
- Pažvėrinys (Liūlys)
- Pečiagrinda (Šventupė)
- Pečiuliškės upelis (jezero Lazdiniai v povodí Lazdauji a Kamoji)
- Pečiupė (Šušvė)
- Pečiupys (Pyvesa (Mūša))
- Pečiupys (Varnaupis)
- Pečvieta (Bebirvytis)
- Pėdamė (Mituva (Němen))
- Peičiupis (Marūniškė)
- Peisė viz Pisa (Pregola)
- Pekla (Němen)
- Pekla (Žemoji Gervė)
- Peklalė (Tenenys)
- Peklelė (Kregždantė)
- Pela (Ančia (Šešuvis))
- Pelėdupis (Dovinė)
- Pelesa viz Ūla (Merkys)
- Pěljasa viz Ūla (Merkys)
- Pelkupis (Ašva) (Ašva (Veiviržas))
- Pelkupis (Įpiltis)
- Pelkupis (Venta)
- Pelyša (Šventoji) (Šventoji (Neris))
- Pelyša (Viešinta) (Viešinta)
- Penta (Nova (Šešupė))
- Penta II (Penta)
- Penta III (Penta)
- Pentutė neboli Pentalė (Penta II)
- Perčina (Vilija)
- Perkasas (Amarnia)
- Perkasas (Palapainia)
- Perkasas viz Uosos upelis
- viz Ventos perkasas
- Perkaso Gervelė (Apaščia (Nemunėlis))
- Perkūnlūpis viz Rauda (Ventos perkasas)
- Peršėkė (Němen)
- Peršokšna (Lakaja (Žeimena))
- Pertakas (Šetekšna)
- Pervalka (Mūša)
- Pestīle (Vadakstis (Venta))
- Pestupis (Salantas)
- Peštys (Uogys)
- Peteša (Rudamina (Vokė))
- Petraičių upelis (Obelis (Nevėžis))
- Petrašiunka (Lankesa)
- Petruniškė (jezero Zarasas v povodí řeky Laukesa-Laucesa)
- Petruškė (Žeimena)
- Piaunė (Aisė)
- Piauniai (Tenenys)
- Piaunys (Bebirvytis)
- Piaunys (Kirkšnovė)
- Piaunys (Pakalys)
- Piaunys (Šustis)
- Pienauja (Jūra)
- Pienia (Nevėžis) (Nevėžis)
- Pienia (Šventoji) (Šventoji (Neris))
- Pientauka (Vyžuona (Nemunėlis))
- Piestinė (Mūša)
- Pieštvė (Němen)
- Pietupis (Lėvuo)
- Pietvė (Babrungas (řeka))
- Pietvis (Němen)
- Pievolupis (Šlaveita)
- Pievupis (Įpiltis)
- Pievupys (Šustis)
- Pievys (Venta)
- Piguičius (Merkys)
- Piktakmenis (Beržtalis-Bērstele)
- Piktupė (Vilka (Gėgė))
- Piktvardė (Minija)
- Piliakalnio upelis (Šešupė)
- Pilpis (Lėvuo)
- Pilstupys (Mūša)
- Pilsupis (Akmena) (Akmena)
- Pilsupis (Pala) (Pala (Minija))
- Piltyna (Obelis (Nevėžis))
- Pilvė (Šešupė)
- Pintakis (Veiviržas)
- Pipiris (Agluona (Vadakstis))
- Pirčupis (Merkys)
- Pirtėlupis (Vabalkšnė)
- Pisa (Angrapa (Анграпа))
- Pišia neboli Pišelė (Lėvuo)
- Plačiuva (Apusinas (Šešuvis))
- Plānīte viz Plonė-Plānīte
- Plasaupė (Obeltis)
- Plaškuotas neboli Plaškartas (Šyša)
- Plaštaka (Siesartis (Šventoji))
- Platonis (Lielupe)
- Platuma (Medukšna)
- Plaukupis (Kerūlė)
- Plaukupis (Upė (Šešuvis))
- Plaušinė (Pilvė)
- Plaušmirkis (Šventoji (Baltské moře))
- Plautupis (Mūša)
- Plautupis (Tautinys)
- Pliaušė (jezero Almajas v povodí řeky Almaja a Srovė (Asėkas))
- Plonė-Plānīte (Īslīce)
- Plunkė (Jūra)
- Plūsčia (Ančia) (Ančia (Šešuvis))
- Plysa (Němen)
- Plytnyčia (Kardonėlis)
- Plytupys (Nevėžis)
- Pocupis (Nyka)
- Podaga (Juodupis (Švitinys))
- Polevaja (Širvinta (Šešupė))
- Porubka (Vilnia)
- Postupis (Kiršinas)
- Poškupis (Kvistė)
- Poškupis (Nova (Šešupė))
- Povilnis (Ūla)
- Povilupis viz Pievolupis
- Požemys (jezero Širvėna v povodí řeky Apaščia (Nemunėlis))
- Prabauda (Šaltuona)
- Pragalvys (Dabikinė (Venta))
- Prakusa (Kliurkė)
- Pranaitinė (Plaušinė)
- Prašuvys (Uosija)
- Pratvalkas (Upyna (Šešuvis))
- Praustuvė (Neris)
- Pravala (Spengla (Dubinga))
- Pravarta (Šešuva)
- Pravaža viz Zizdra
- Praviena (Kaunaská přehrada)
- Pražuva naboli Pražuvikė (Dubysa)
- Prienupė (jezero Prienlaukis v povodí řeky Šventupė (Jiesia))
- Progulba (Luoba)
- Prokupis (Karnavė)
- Prorva (Dysna (přítok Daugavy))
- Prūdas (Mūša) (Mūša/Mūsa)
- Prūdelis (jezero Arimaičių ežeras v povodí řeky Ežerėlė (Daugyvenė))
- Prūdelis (Šiladis)
- Prūdelis (Verseka)
- Prūdų upelis (Šešupė)
- Prūdupė (Juodupė (Vyžuona))
- Prūdupė (přejmenována na Sojuznyj ručej) (Šešupė)
- Prūdupė viz Karnupis
- Prūdupis (Ąžuolupis)
- Prūdupis (Juostinas)
- Prūdupis (Kamatis)
- Prūdupis (Karkluojė)
- Prūdupis (Minija)
- Prūdupis (Němen)
- Prūdupis (Ožkalaukis)
- Prūdupis (Vadakstis (Venta))
- Prūdupis viz Srautas
- Prūtelė (jezero Prūtas v povodí toku R - 1, Rūžo upelis, Žilmy a řeky Apyvardė)
- Pryga (jezero Dusia v povodí řeky Dovinė)
- Puizė (Vilkesa)
- Pukinė (Medukšna)
- Pūkinė (Nemunėlis)
- Puknupis (Jotija (Šešupė))
- Pulšis (Virinta)
- Punelė (Němen)
- Punkupis viz Puknupis
- Punta (jezero Bebrusai v povodí řeky Bebrusų upė a Siesartisu)

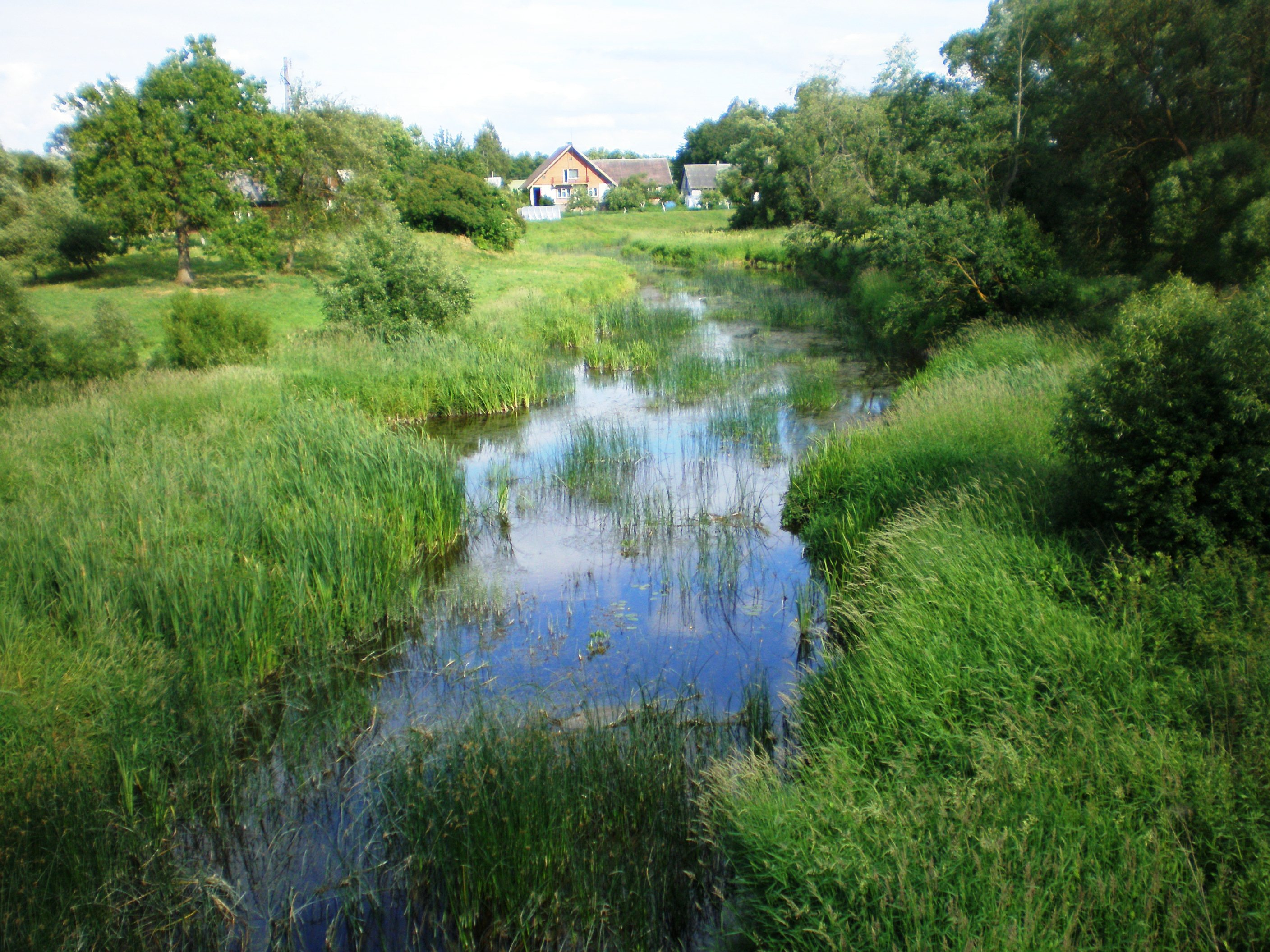
Řeka Pyvesa u Papyvesiů

- Punžupys (Upyna (Virvytė))
- Puodašikinis (Skaistupis)
- Puokupis (Luoba)
- Pūrė (Kusenka)
- Purlė (Šalpė)
- Purmalė (Danė)

- Pūrupis (Šerkšnė)
- Purvas (Ašva (Vadakstis))
- Purvė (Audruvė)
- Purvė (Siesartis (Šešupė))
- Purvelė (Lapainia)
- Pusnė (Mielkupis)
- Pusupis (Dabikinė (Venta))
- Pušynė (Mūša)
- Putnupys (Šušvė)
- Puzonas (Skaistupis)
- Pylimas (Bražuolė)
- Pyvesa (Lėvuo) (Lėvuo)
- Pyvesa (Mūša) (Mūša)